# Генрих III (граф Шверина)

Графство Шверин на карте (светло-зелёным)

Генрих III (нем. Heinrich III von Schwerin; ум. 1344) — граф Шверина.
Сын Хельмольда III и его второй жены Маргариты Шлезвигской.
Родился не ранее 1289 года. До 1307/1310 соправитель старшего брата — Гунцеля V, умершего бездетным.
Владел большей частью графства с городами Шверин, Нойштадт и Марнитц. Другая часть принадлежала его родственникам: Николай II (двоюродный брат) правил в Бойценбурге, Оттон I (внучатый племянник) — в Виттенбурге.
В 1316 году Генрих III женился на Елизавете фон Гольштейн, дочери Адольфа VI — графа Гольштейна и Шауэнбурга.
Умер в 1344 году бездетным. Его владения поделили вышеназванные Николай II и Оттон I.
Генрих III был последним представителем старшей линии рода шверинских графов. В 1357 году после смерти Оттона I попытки его младшего брата графа Текленбургского Николая I сохранить семейные владения потерпели неудачу: на графство предъявил претензии герцог Мекленбургский Альбрехт II. В конце концов Николай I продал ему свои права.